# Stazione di Oleggio
Stazione di Oleggio vasútállomás Olaszországban, Oleggio településen.

## Vasútvonalak
Az állomást az alábbi vasútvonalak érintik:
- Arona–Novara-vasútvonal
- Novara–Pino-vasútvonal

## Kapcsolódó állomások
A vasútállomáshoz az alábbi állomások vannak a legközelebb:
- Stazione di Marano Ticino
- Stazione di Bellinzago
- Stazione di Pombia